# S.S. Lazio Paracadutismo
La S.S. Lazio Paracadutismo è nata nel 1993 all'interno della Scuola di Paracadutismo Human Flight Dimension operante dal 1990 nell'aviosuperfice dei Pratoni del Vivaro a Velletri (Roma), ed è una sezione della Società Sportiva Lazio.

## Storia
In pochissimi anni la Lazio Paracadutismo è diventata la prima società in Italia.
In campo sportivo dopo i tanti titoli nazionali ed europei nella caduta libera e nelle discipline artistiche, le nuove vele con i colori sociali bianco e celeste del presidente Carmine Della Corte saranno dedicate per la prima volta alla specialità del Canopy Piloting (swoop).
Oltre alle competizioni è stata di grande supporto all'Aero Club d'Italia e all'Associazione Nazionale Paracadutisti d'Italia (le due federazioni responsabili del paracadutismo in Italia) nell'organizzare diversi Campionati Italiani, l'ultimo proprio nel 2007 ad Aquino.
L'aviosuperficie nella Valle del Liri è stata ristrutturata dalle due Società.
Dal 2005 la Lazio Paracadutismo ha avuto la sua sede nella struttura di "Casa Lazio" alla Balduina dove ha organizzato la seconda edizione internazionale del Parashow con oltre trentamila spettatori presso le strutture del Foro Italico.
Nel 2005 ai Campionati italiani di Paracadutismo assoluti FCL4 (Formazione caduta libera a quattro), svoltisi dal 23 al 31 luglio a Reggio Emilia, la formazione composta da Luca Marchioro, Peter Allum, Luca Poretti, Livio Piccolo e Arianna De Benedetti si è laureata di nuovo campione d'Italia.
Nel 2008 Sergio Cragnotti, già presidente della Sezione Calcio dal 1992 al 1994 e dal 1998 al 2003, è stato presidente della Sezione Paracadutismo.
La Lazio Paracadutismo attualmente produce i programmi sportivi del paracadutismo per Rai Sport.

## Curiosità
Nell'anno del centenario della S.S. Lazio si effettuarono lanci allo Stadio dei Marmi e dentro lo Stadio Olimpico.